# Белая (приток Луптюга)
Белая — река в России, протекает главным образом в Октябрьском районе Костромской области (устье реки находится на границе Костромской и Кировской областей). Устье реки находится в 26 км по правому берегу реки Луптюг. Длина реки составляет 27 км, площадь бассейна — 182 км².
Исток реки расположен у деревни Топоровская 1-я в 27 км к северо-востоку от Боговарова. Река течёт на юго-запад по ненаселённой местности, в среднем течении на реке стоит нежилая деревня Куимовцы. Впадает в Луптюг у нежилой деревни Злобинцы.

## Притоки (в км от устья)
- 1,3 км: река Великуша (пр)
- 8,4 км: река Елховка (пр)
- река Белянка (лв)

## Данные водного реестра
По данным государственного водного реестра России относится к Верхневолжскому бассейновому округу, водохозяйственный участок реки — Ветлуга от истока до города Ветлуга, речной подбассейн реки — Волга от впадения Оки до Куйбышевского водохранилища (без бассейна Суры). Речной бассейн реки — (Верхняя) Волга до Куйбышевского водохранилища (без бассейна Оки).
По данным геоинформационной системы водохозяйственного районирования территории РФ, подготовленной Федеральным агентством водных ресурсов:
- Код водного объекта в государственном водном реестре — 08010400112110000040847
- Код по гидрологической изученности (ГИ) — 110004084
- Код бассейна — 08.01.04.001
- Номер тома по ГИ — 10
- Выпуск по ГИ — 0